# بدوئی
کمال نام طایفه‌ای است که در ایران زندگی می‌کردند و تیره ای از قوم بلوچ بودند
در لغت نامه دهخدا از این فامیل به عنوان کسانی که در استان سیستان و بلوچستان زندگی میکردند نام برده شده‌است که می‌توان از این موضوع به این  رسید کمال ها بلوچ بوده اند
کمال ها در مسیر عبور خود از ایران، در استان آذربایجان و در منطقه کوه پنج بردسیر، کوه پنج را محل سکونت خود قرار دادند این منطقه سرد و کوهستانی می‌باشد شغل کمال ها دامداری و کشاورزی بوده و می‌باشد.